# Wahlen 1939
◄◄ | ◄ | 1935 | 1936 | 1937 | 1938 | Wahlen 1939 | 1940 | 1941 | 1942 | 1943 | ► | ►►

Weitere Ereignisse
Folgende Wahlen fanden 1939 statt:

## In Afrika
- Parlamentswahlen in Südrhodesien 1939 am 14. April. (mit stark eingeschränktem Zugang zum Wahlrecht, etwa 22 000 Wähler landesweit)
- Präsidentschaftswahlen in Liberia 1939

## In Amerika
- Präsidentschaftswahlen in Honduras 1939
- Präsidentschaftswahlen in El Salvador 1939
- Parlamentswahlen in El Salvador 1939
- Wahlen zur Legislativversammlung von New Brunswick 1939

## In Europa
- Am 12. April die Parlamentswahlen in Belgien 1939
- Papstwahl 1939
- Landtagswahl in Liechtenstein 1939
- Folketingswahl in Dänemark 1939
- Am 1./2. Juli die Parlamentswahl in Finnland 1939
- Am 26. März die Parlamentswahl in der Türkei 1939
- Bundesratswahl 1939